# Liga de Béisbol Profesional Nacional de Nicaragua 2018-19
La XVI Liga de Béisbol Profesional Nacional de Nicaragua se disputa desde el 30 de noviembre de 2018 hasta enero de 2019, el ganador obtiene el derecho de participar en la Serie Latinoamericana 2019.

## Etapa regular
Disputado del 30 de noviembre de 2018 al 30 de diciembre de 2018.

### Posiciones
- Actualizado al: 28 de diciembre de 2018.

| Equipo               | JJ | G  | P  | PCT   | JV  |
| -------------------- | -- | -- | -- | ----- | --- |
| Leones de León       | 24 | 14 | 10 | 0,583 | --  |
| Indios del Bóer      | 24 | 12 | 12 | 0,500 | 2,0 |
| Gigantes de Rivas    | 24 | 11 | 13 | 0,458 | 3   |
| Tigres de Chinandega | 24 | 11 | 13 | 0,458 | 3   |

|  |                                         |
|  | Clasificado a la Serie Final.           |
|  | Clasificado a la serie de Pre-Play Off. |
|  | Disputan juego extra.                   |

### Calendario
Programación de la primera ronda.
| 30 de noviembre | Leones   | 1 - 6   | Tigres   | Chinandega |
| 30 de noviembre | Bóer     | 7 - 2   | Gigantes | Rivas      |
| 1 de diciembre  | Tigres   | 7 - 10  | Leones   | León       |
| 1 de diciembre  | Gigantes | 2 - 7   | Bóer     | Managua    |
| 2 de diciembre  | Leones   | 8 - 9   | Bóer     | Managua    |
| 2 de diciembre  | Gigantes | 2 - 8   | Tigres   | Chinandega |
| 4 de diciembre  | Tigres   | 1 - 6   | Gigantes | Rivas      |
| 4 de diciembre  | Bóer     | 3 - 8   | Leones   | León       |
| 5 de diciembre  | Leones   | 0 - 3   | Gigantes | Rivas      |
| 5 de diciembre  | Bóer     | 12 - 4  | Tigres   | Chinandega |
| 6 de diciembre  | Gigantes | 0 - 1   | Leones   | León       |
| 6 de diciembre  | Tigres   | 2 - 1   | Bóer     | Managua    |
| 8 de diciembre  | Leones   | 4 - 1   | Tigres   | Chinandega |
| 8 de diciembre  | Bóer     | 9 - 3   | Gigantes | Rivas      |
| 9 de diciembre  | Tigres   | 2 - 6   | Leones   | León       |
| 9 de diciembre  | Gigantes | 3 - 4   | Bóer     | Managua    |
| 11 de diciembre | Tigres   | 8 - 6   | Gigantes | Rivas      |
| 11 de diciembre | Bóer     | 1 - 6   | Leones   | León       |
| 12 de diciembre | Gigantes | 8 - 4   | Tigres   | Chinandega |
| 12 de diciembre | Leones   | 10 - 2  | Bóer     | Managua    |
| 13 de diciembre | Gigantes | 2 - 4   | Leones   | León       |
| 13 de diciembre | Bóer     | 14 - 9  | Tigres   | Chinandega |
| 14 de diciembre | Leones   | 1 - 0   | Gigantes | Rivas      |
| 14 de diciembre | Tigres   | 1 - 9   | Bóer     | Managua    |
| 15 de diciembre | Gigantes | 6 - 5   | Bóer     | Managua    |
| 15 de diciembre | Tigres   | 2 - 1   | Leones   | León       |
| 16 de diciembre | Bóer     | 4 - 8   | Gigantes | Rivas      |
| 16 de diciembre | Leones   | 2 - 3   | Tigres   | Chinandega |
| 18 de diciembre | Bóer     | 2 - 1   | Leones   | León       |
| 18 de diciembre | Tigres   | 3 - 5   | Gigantes | Rivas      |
| 19 de diciembre | Tigres   | 1 - 3   | Gigantes | Rivas      |
| 19 de diciembre | Bóer     | 0 - 4   | Leones   | León       |
| 20 de diciembre | Leones   | 3 - 15  | Gigantes | Rivas      |
| 20 de diciembre | Tigres   | 4 - 2   | Bóer     | Managua    |
| 21 de diciembre | Gigantes | 4 - 6   | Leones   | León       |
| 21 de diciembre | Bóer     | 1 - 5   | Tigres   | Chinandega |
| 22 de diciembre | Leones   | 8 - 3   | Bóer     | Managua    |
| 22 de diciembre | Gigantes | 4 - 1   | Tigres   | Chinandega |
| 23 de diciembre | Bóer     | 10 - 11 | Leones   | León       |
| 23 de diciembre | Tigres   | 6 - 5   | Gigantes | Rivas      |
| 26 de diciembre | Tigres   | 3 - 6   | Leones   | León       |
| 26 de diciembre | Gigantes | 4 - 1   | Bóer     | Managua    |
| 27 de diciembre | Leones   | 0 - 4   | Tigres   | Chinandega |
| 27 de diciembre | Bóer     | 1 - 5   | Gigantes | Rivas      |
| 28 de diciembre | Tigres   | 1 - 4   | Bóer     | Managua    |
| 28 de diciembre | Gigantes | 6 - 7   | Leones   | León       |
| 29 de diciembre | Bóer     | 4 - 3   | Tigres   | Chinandega |
| 29 de diciembre | Leones   | 2 - 6   | Gigantes | Rivas      |

| 30 de diciembre | Tigres | 5 - 3 | Gigantes | Rivas |

## Pre Play Off
Se jugará del 2 al 8 de enero del 2019 en cinco juegos entre el segundo y tercero de la fase regular.
| Serie Pre Play Off LBPN de 2018/19 Indios del Boer 1-3 Tigres de Chinandega |         |                    |                 |            |
| Juego                                                                       | Fecha   | Resultado          | Serie (BOE-TIG) | Ciudad     |
| 1                                                                           | Enero 2 | Tigres 11; Boer 16 | 1–0             | Managua    |
| 2                                                                           | Enero 4 | Boer 4; Tigres 11  | 1–1             | Chinandega |
| 3                                                                           | Enero 5 | Tigres 8; Boer 3   | 1–2             | Managua    |
| 4                                                                           | Enero 6 | Boer 4; Tigres 5   | 1–3             | Chinandega |

## Play Off Final
Se jugará del 11 al 19 de enero del 2019 en siete juegos entre el ganador de la fase anterior y el primero de la fase regular.
| Serie Play Off Final LBPN de 2018/19 Leones de León ganan la serie 4-1 ante Tigres de Chinandega |          |                     |                 |            |
| Juego                                                                                            | Fecha    | Resultado           | Serie (LEO-TIG) | Ciudad     |
| 1                                                                                                | Enero 11 | Tigres 4; Leones 0  | 0–1             | León       |
| 2                                                                                                | Enero 12 | Leones 7; Tigres 4  | 1–1             | Chinandega |
| 3                                                                                                | Enero 13 | Tigres 2; Leones 14 | 2–1             | León       |
| 4                                                                                                | Enero 15 | Leones 5; Tigres 4  | 3–1             | Chinandega |
| 5                                                                                                | Enero 16 | Tigres 2; Leones 5  | 4–1             | León       |

|                                      |
| Campeón Leones de León Quinto título |